# Дробарки напівжорсткого дроблення
Дробарки напівжорсткого дроблення — дробарка, застосовується для попереднього відділення вугілля від твердих порід, а також для очищення рядового вугілля від сторонніх предметів: дерева, металу (Рис. 1).
Дробарка напівжорсткого дроблення складається з корпуса 4, циліндричного барабанного грохота 1 з лопатками 7. Грохот на котках 1 встановлюється горизонтально. Вихідне вугілля по патрубку 6 подають усередину барабана, де за допомогою лопаток 6 воно підіймається і падає з заданої висоти. При цьому більш міцні вміщувальні породи практично не руйнуються, а вугілля, яке має меншу міцність, руйнується, проходить через отвори барабанного грохота і видаляється як збагачений продукт. Рух матеріалу в дробарці здійснюється за рахунок спірального розташування лопаток, при цьому кут нахилу лопаток служить фактором регулювання швидкості руху матеріалу.
Найбільше поширення в практиці переробки вугілля отримали барабанні дробарки напівжорсткого дроблення. Крім основного призначення, барабанні дробарки слугують для очищення рядового вугілля від побічних предметів (метал, дерево).